# Petrowe (hromada Znamjanka)
Petrowe (ukr. Петрове) – wieś na Ukrainie, w obwodzie kirowohradzkim, w rejonie kropywnyckim, w hromadzie Petrowe. W 2001 liczyła 1631 mieszkańców, spośród których 1525 wskazało jako ojczysty język ukraiński, 104 rosyjski, a 2 białoruski.